# Марано Тичино
Мара̀но Тичѝно (на италиански: Marano Ticino; на пиемонтски: Maren, Марен на местен диалект: Marön, Марьон) е село и община в Северна Италия, провинция Новара, регион Пиемонт. Разположено е на 258 m надморска височина. Населението на общината е 1556 души (към 2014 г.).